# Trần Đình Minh Hoàng
Trần Đình Minh Hoàng (sinh ngày 8 tháng 1 năm 1993) là một cầu thủ bóng đá người Việt Nam. Anh thi đấu ở vị trí thủ môn và hiện đang chơi cho Quy Nhơn Bình Định. Anh từng là thành viên đội tuyển U-23 quốc gia Việt Nam.

## Thành tích

### Câu lạc bộ
Topenland Bình Định
- V.League 1:

 Hạng 3: 2022
- Cúp Quốc gia:

 Á quân: 2022
 Hạng 3: 2023